# Henri Barbusse
Henri Barbusse, född 17 maj 1873 i Asnières, död 30 augusti 1935 i Moskva, var en fransk författare, journalist och esperantist.

## Biografi
Barbusse debuterade med diktsamlingen Pleureuses 1895. År 1903 utkom hans första roman Les supplicants. Bland övriga tidiga verk kan nämnas L'enfer (1908) och Nous autres (1914). Barbusse var en av den franska vänsterns nyckelpersoner under första världskriget och åren efter. Trots att han var pacifist deltog han som frivillig i första världskriget. Frivillig var han därför att han hade frisedel på grund av hälsan och slapp göra värnplikten. Krigets grymhet skildrar han i Le Feu (1916; Elden) som han fick Goncourtpriset för 1916. Boken gjorde stor succé i hemlandet. Senare kom även romanen Paroles d'un combattant (1920) och Les Judas de Jésus (1926).
Han var hängiven kommunist och 1919 började han att ge ut tidskriften Clarté, även boken med samma namn (1919; Klarhet) och dessa låg grunden till den internationella organisationen och arbetarlitteratur, Clarté som han grundade. Han blev medlem av kommunistpartiet 1923 och besökte Sovjetunionen flera gånger. Övriga publikationer som kan nämnas är Russie (1930; Ryssland) och Staline (1935; Stalin) där han i båda verken försvarar den sovjetiska kommunismen.
Verk av Barbusse brändes på bokbålen runt om i Nazityskland 1933.